# ماله برزنو (ناحیه وستی ناد لابم)
ماله برزنو (ناحیه وستی ناد لابم) (به چکی: Malé Březno) یک منطقهٔ مسکونی در جمهوری چک است که در Ústí nad Labem District واقع شده‌است. ماله برزنو ۱۱٫۰۶ کیلومتر مربع مساحت و ۵۴۵ نفر جمعیت دارد و ۱۳۵ متر بالاتر از سطح دریا واقع شده‌است.